# Hemijana subrosea
Hemijana subrosea är en fjärilsart som beskrevs av Aurivillius 1893. Hemijana subrosea ingår i släktet Hemijana och familjen Eupterotidae. Inga underarter finns listade i Catalogue of Life.